# Вретенар мали
Вретенар мали (лат. Zingel streber) је слатководна риба  из породице гргечи (Percidae). 

## Општи подаци
- Латински назив:
- Локални називи: мали фратар, жути чоп
- Максимална дужина: 22
- Максимална тежина: 250
- Време мреста: април — мај

## Опис и грађа
Има тело вретенастог облика, али он не припада категорији брзих риба. Напротив томе, доста је лењ и успорен. Углавном обитава на песковитом дну или каменитом дну где веома стрпљиво чека храну. Боја тела му је од светле до тамножуте боје са мрким, ширим попречним пругама. На првим леђним перајима има 8 до 9 жбица, на другим 12 до 13, а на доњим перајима 12. Вретенар мали веома споро расте, а веома ретко се лови. Има веома укусно и квалитетно месо.

## Навике, станиште, распрострањеност
Вретенар мали је субендемитет Дунавског басена. У Србији насељава углавном Дунав,  Саву и Тису, али има га и у  Великој и  Западној Морави, Колубари, Дрини и др. Живи на великим дубинама, и највише воли каменито дно.

## Размножавање
Мрести се у априлу и мају, а већи примерци убрзо постају грабљиви и хране се пуноглавцима и ситном рибом. Јаја полаже на камење.